# Miquel Nicolau Faura

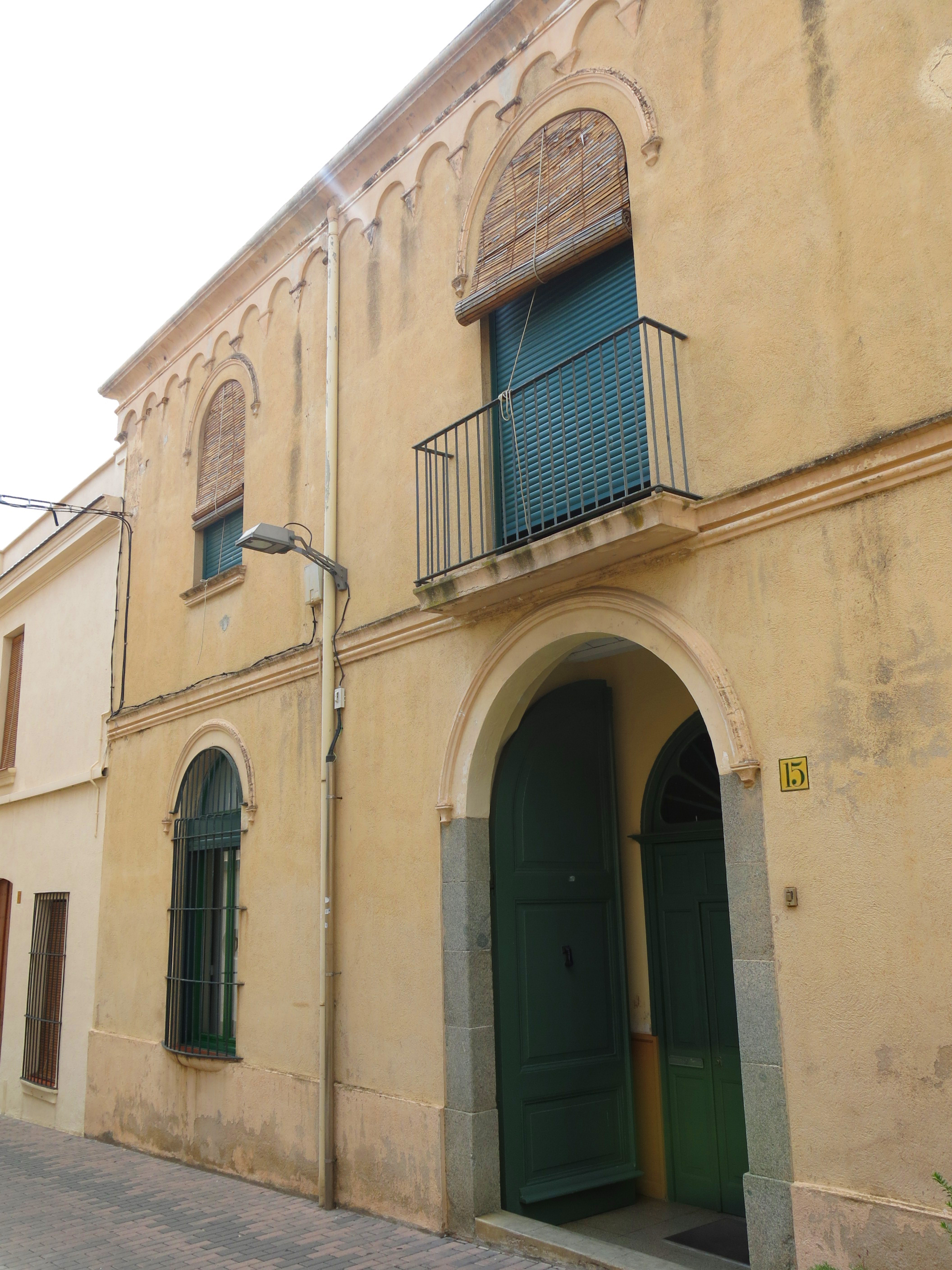
Rectoria on va viure Mn. Miquel Nicolau en Premià de Mar

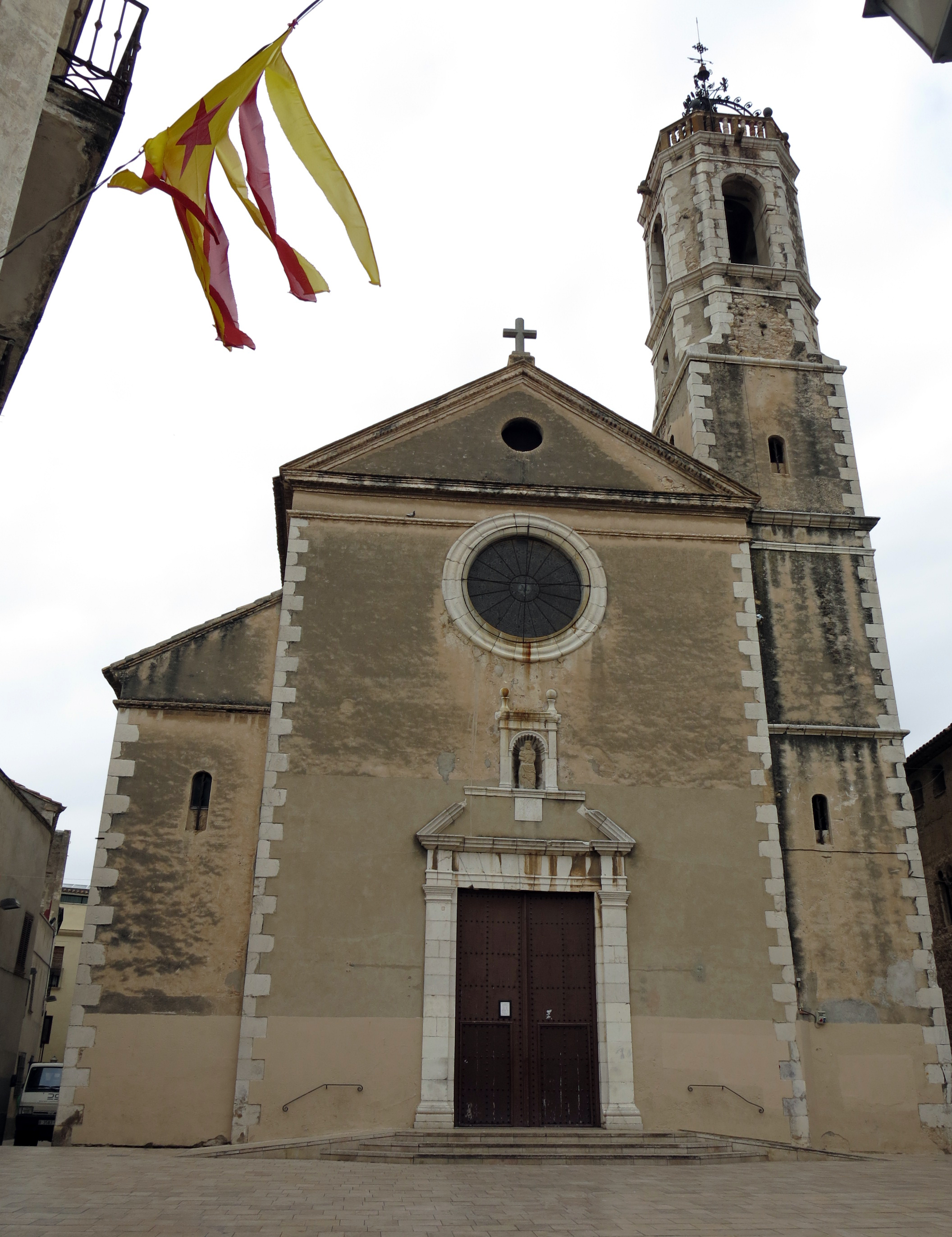
Església de Santa Maria de la Geltrú d'on va ser rector Mn. Miquel Nicolau

Miguel Nicolau Faura (Sant Vicenç dels Horts, 1880 - Cubelles, 1936) fou un sacerdot, mort durant la repressió en la zona republicana durant la Guerra Civil espanyola.

## Biografia
Va néixer a Sant Vicenç dels Horts en 1880, fill de pares cristianíssims, els quals van procurar infondre en la seva ànima el delicat perfum de les virtuts cristianes. Va entrar en el Seminari a l'edat de dotze anys, cantant la primera Missa a 1904. Va exercir el càrrec de coadjutor o vicari en Sant Cristóbal de Premià de Mar en 1923-24, on va assistir a la mort del rector Mn. Joan B. Marti i Casas i es va quedar d'ecònom fins l'arribada del nou rector Mn. Josep Paradeda i Sala.
Després va ser destinat al Sant Esperit de Terrassa, nomenat Ecònom de Alcoll, Vallromanes, Santa Maria de Martorelles, Begues i l'any 1926 de la Parròquia de Santa Maria de la Geltrú, càrrec que ocupà fins a la seva mort.
Mn. Miguel Nicolau deixà a tot arreu profundes petjades del seu esperit completament sacerdotal; els fidels veien en ell al sacerdot humil, senzill, però de cor magnànim que atén fins i tot a les coses més petites. Es va dedicar enterament a l'obra del culte, restaurant gairebé totalment la Parròquia de la Geltrú.

## Martiri
La revolució de la guerra civil li va sorprendre en el seu lloc; mitja hora abans de la destrucció del temple per les torbes, va poder reservar al Santíssim, evitant així la profanació. Tement la persecució abandonà la rectoria i es refugià en una casa amiga del carrer del Castell, on l'anaren a buscar el 12 d'agost de 1936, fou detingut i endugueren al terme de Cubelles. Al precís moment que dels seus llavis brollaven les Avemarías del Rosari, que ostentaven les seves mans, sent assassinat aquella mateixa tarda, acabant així la seva vida (de 56 anys) de continu sacrifici amb el dolorós del martiri.
Referent al seu as-assassinat, que també apareix registrat el 12 d'agost de 1936, a Cubelles. Per al seu procés judicial va declarar com a testimoni de Mn. Gabriel Sola Brunet, el qual aﬁrmà el següent: “...según referencias que tiene el dicente directamente a la carretera de Cubellas siendo asesinado entre Cubellas y Cunit. Su cadáver presentaba heridas de arma de fuego en diferentes partes del cuerpo. Fué hallado en término municipal de Cubellas. Las personas sospechoses que participaron en el crimen las ignora pudiendo solo manifestar que eran patrulleros afectos al Comité Rojo de Villanueva y Geltrú”. Segons fons de: “AHN, FC-Causa General, 1603, Exp. 5”. L'estudi del cos va dictaminar que les ferides eren produïdes per un accident. Posteriorment era enterrat en un nínxol del cementeri a Vilanova i la Geltrú.

## Obra
També va redactar un seguit d'articles, que va publicar al Diari de Vilanova a les darreries dels anys 20, divulgà nombrosos documents de l'Arxiu Parroquial de Santa Maria de la Geltrú que constaten la contractació i construcció de dos retaules pel temple parroquial, el de Sant Sebastià i el de Sant Isidre, així com la construcció de les grades i sagrari que es van fer de nou amb ocasió del trasllat del retaule major al nou temple cap el 1713, i com l'article de “La Devoció de Santa Gertrudis a Santa Maria de la Geltrú”, escrit el març de 1929. Tots sobre la historia de la parròquia i que guardats en l'arxiu parroquial, que va publicar després el Consell Pastoral Parroquial de Santa Maria de la Geltrú, en 1996 amb el títol “Documents i estudis de l'Arxiu Parroquial de la Parròquia de Santa Maria de la Geltrú”.